# Чеховиці-Дзедзиці
Чеховиці-Дзедзиці (пол. Czechowice-Dziedzice, нім. Czechowitz-Dzieditz) — місто в південній Польщі, на річці Вісла.
Належить до Бельського повіту Сілезького воєводства.

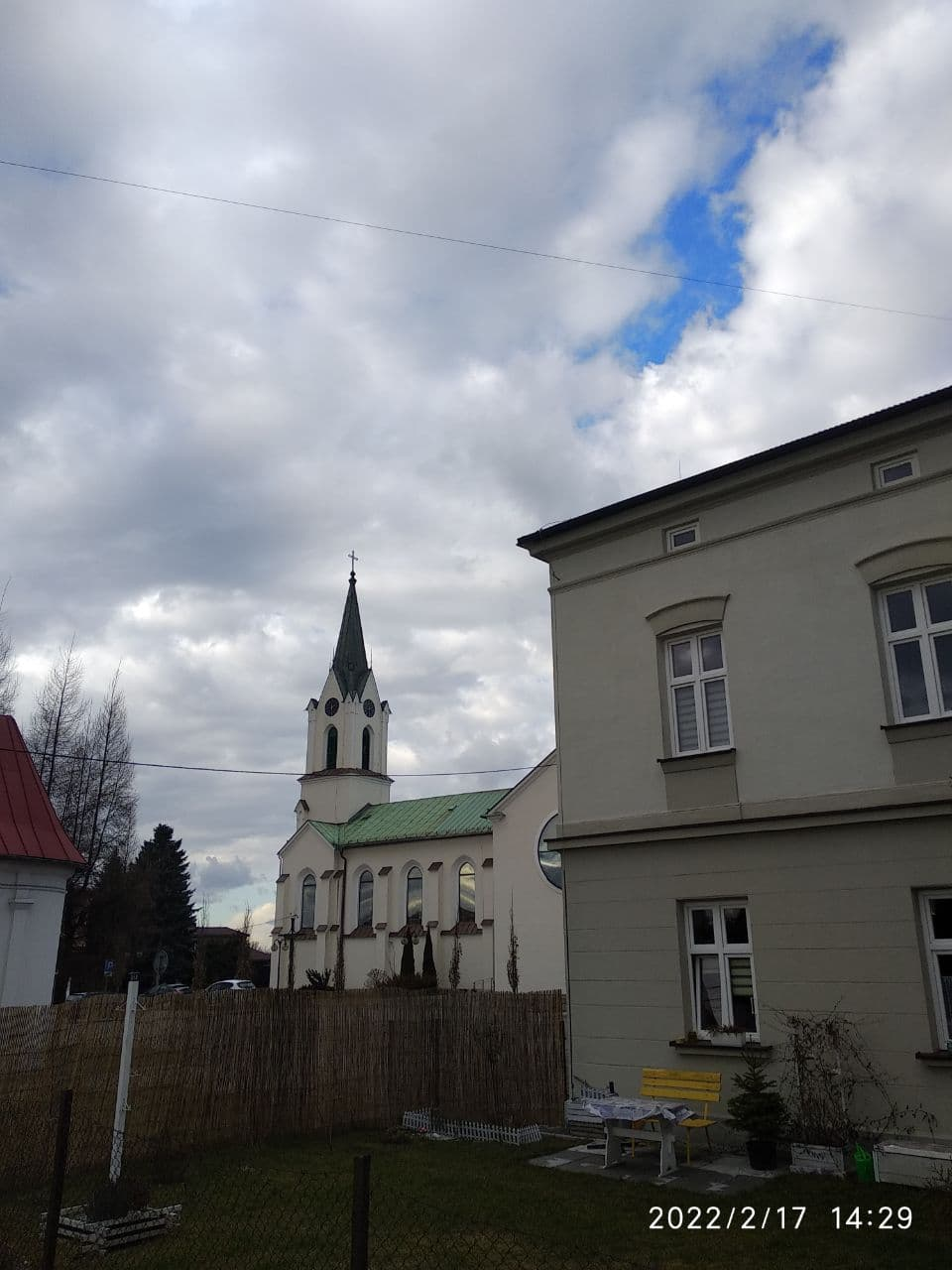

## Населення
| структура населення дані з 31 XII 2010 |         |         |       |       |          |          |
| Опис                                   | Загалом | Загалом | Жінки | Жінки | Чоловіки | Чоловіки |
| відсоток                               | осіб    | %       | осіб  | %     | осіб     | %        |
| кількість                              | 35061   | 100     | 18259 | 52    | 16802    | 48       |
| густота населення                      | 1062    | 1062    | 553,3 | 553,3 | 509,2    | 509,2    |

| освіта дані з Національного перепису населення з 2002 року |            |           |            |         |      |
|                                                            | без освіти | початкова | професійна | середня | вища |
| осіб                                                       | 595        | 7657      | 9203       | 9623    | 2567 |
| жінок                                                      | 305        | 4541      | 3849       | 5422    | 1410 |
| чоловік                                                    | 290        | 3116      | 5354       | 4201    | 1157 |

Чеховіце-Дзедзіце, який налічує 35 тис. мешканців займає 22 місце за кількістю населення серед міст Сілезького воєводства. Кількість населення з 90-х років utrzymuje стабільно тримається на рівні 35 000 мешканців. Згідно з даними 2014 р., в місті проживало 35 684 мешканці.
|  |

У Чеховіцах-Дзедзіцах на 100 чоловіків припадає 108 жінок. У більшості вікових розрізів спостерігається більше жінок ніж чоловіків. Перевага чоловіків виступає в розрізі 15-39.
|  |

## Відомі особистості
У місті народився:
- Пйотр Бечала (* 1966) — польський оперний співак.
- Станіслав Німчик (1943—2019) — польський архітектор.